# Karl Friedrich Emil Fries
Karl Friedrich Emil Fries (auch Karl Fries oder Carl Fries; * 23. Dezember 1813 in Wiesbaden; † 8. November 1853 in Darmstadt) war ein deutscher Agrarwissenschaftler.

## Leben
Fries war Sohn eines Rechnungskammerrevisors. Durch seinen Stiefvater, einen Hauptmann Dormann, kam er zum Militär. Bereits im 20. Lebensjahr wurde er zum Leutnant befördert. Allerdings zwang ihn ein Nierenleiden dazu, seine militärische Laufbahn 1839 zu beenden. Durch Heirat kam er zu einem Landgut am Rhein. Ab 1840 widmete er sich seiner land- und forstwirtschaftlichen Ausbildung an der Akademie Hohenheim. Dort erhielt er die Kompetenzen eines Wiesenbautechnikers. Anschließend ging er an die Universität Gießen, an der er unter Justus von Liebig das Chemiestudium vertiefte und schließlich 1846 zum Dr. phil. promoviert wurde.
Fries wurde 1846 Erster Sekretär und Wiesenbautechniker beim Landwirthschaftlichen Provinzialverein von Oberhessen, bevor er 1847 als provisorischer Lehrer für Landwirtschaft und Agrikulturchemie an die Höhere Gewerbeschule Darmstadt, eine Vorgängerin der Technischen Universität Darmstadt, kam. Dort wurde er 1849 ordentlicher Lehrer dieser Fachgebiete. Allerdings verstärkte sich sein Nierenleiden, sodass er 1853 mit 39 Jahren im Amt starb.
Fries erwarb sich große Verdienste um die Hebung der Wiesenkulturen, insbesondere in Oberhessen. Für seine Verdienste wurde er mit der Großen Medaille für Verdienste ausgezeichnet. Außerdem erhielt er das Ritterkreuz des Verdienstordens Philipps des Großmütigen.

## Schriften
- Lehrbuch des Wiesenbaues. Für Landwirthe, Forstmaenner, Cameralisten und Techniker. Vieweg, Braunschweig 1850.